# Копша-Міке
Копша-Міке (рум. Copșa Mică) — місто у повіті Сібіу в Румунії.
Місто розташоване на відстані 236 км на північний захід від Бухареста, 36 км на північ від Сібіу, 88 км на південний схід від Клуж-Напоки, 118 км на північний захід від Брашова.

## Населення
За даними перепису населення 2002 року у місті проживали 5369 осіб.
Національний склад населення міста:
| Національність            | Кількість осіб | Відсоток |
| ------------------------- | -------------- | -------- |
| румуни                    | 4304           | 80,2%    |
| угорці                    | 637            | 11,9%    |
| цигани                    | 390            | 7,3%     |
| німці                     | 36             | 0,7%     |
| словаки                   | 1              | < 0,1%   |
| не вказали національність | 1              | < 0,1%   |

Рідною мовою назвали:
| Мова      | Кількість осіб | Відсоток |
| --------- | -------------- | -------- |
| румунська | 4621           | 86,1%    |
| угорська  | 598            | 11,1%    |
| циганська | 118            | 2,2%     |
| німецька  | 31             | 0,6%     |
| словацька | 1              | < 0,1%   |

Склад населення міста за віросповіданням:
| Релігія                                       | Кількість осіб | Відсоток |
| --------------------------------------------- | -------------- | -------- |
| православні                                   | 4527           | 84,3%    |
| римо-католики                                 | 330            | 6,1%     |
| лютерани (Синодально-пресвітеріанська церква) | 158            | 2,9%     |
| реформати                                     | 109            | 2,0%     |
| п'ятдесятники                                 | 69             | 1,3%     |
| баптисти                                      | 56             | 1,0%     |
| греко-католики                                | 38             | 0,7%     |
| старообрядці                                  | 19             | 0,4%     |
| адвентисти                                    | 16             | 0,3%     |
| лютерани                                      | 11             | 0,2%     |
| лютерани (Аугсбурзького сповідання)           | 10             | 0,2%     |
| унітарії                                      | 4              | 0,1%     |
| бретрени                                      | 2              | < 0,1%   |
| не релігійні                                  | 1              | < 0,1%   |
| атеїсти                                       | 1              | < 0,1%   |
| не вказали релігію                            | 4              | 0,1%     |

## Зовнішні посилання
- Дані про місто Копша-Міке на сайті Ghidul Primăriilor [Архівовано 5 червня 2010 у Wayback Machine.]